# Людвікув (гміна Тересін)
Людвікув (пол. Ludwików) — село в Польщі, у гміні Тересін Сохачевського повіту Мазовецького воєводства.
Населення — 143 особи (2011).
У 1975-1998 роках село належало до Скерневицького воєводства.

## Демографія
Демографічна структура станом на 31 березня 2011 року:
|          | Загалом | Допрацездатний вік | Працездатний вік | Постпрацездатний вік |
| -------- | ------- | ------------------ | ---------------- | -------------------- |
| Чоловіки | 66      | 15                 | 49               | 2                    |
| Жінки    | 77      | 17                 | 49               | 11                   |
| Разом    | 143     | 32                 | 98               | 13                   |